# Syzeuctus sambonis
Syzeuctus sambonis är en stekelart som beskrevs av Tohru Uchida 1928. Syzeuctus sambonis ingår i släktet Syzeuctus och familjen brokparasitsteklar. Inga underarter finns listade i Catalogue of Life.